# Parque Natural Municipal do Riachinho
O Parque Natural Municipal do Riachinho é uma área de proteção da cidade de Palmeiras, no estado brasileiro da Bahia, que foi criado para a proteção da área na qual se localiza parte do Vale do Capão.

## Características
Situado no distrito de distrito de Caetê-Açu, tem área aproximada de 100 hectares, e até 2019 não contava com plano de manejo, tendo sido criado em 2001 com intuito de proteger atrações naturais como a cachoeira do Riachinho.
A falta de cuidado com a área por parte da administração municipal levou o Ministério Público a instaurar inquéritos para apurar ilegalidades e a firmar com a prefeitura local um "termo de ajustamento de conduta" para regularizar o acesso, uso e administração da unidade de conservação consoante as normas ambientais.

## Turismo
A atração oferece riscos, tendo havido um grave acidente em 2020 com um casal francês em seu interior, com a morte do turista após ele e a companheira haverem entrado no parque sem autorização e desacompanhados de um guia, vindo a cair de um penhasco. O parque estava fechado para visitações em razão da pandemia de Covid-19, e a Brigada Voluntária do Vale do Capão emitiu uma nota que dizia: “Nós, socorristas e brigadistas voluntários repudiamos o não cumprimento das Leis, Decretos e Orientações que são publicados para a segurança das pessoas”.